# 43908 Hiraku
43908 Hiraku este un asteroid din centura principală de asteroizi.

## Descriere
43908 Hiraku este un asteroid din centura principală de asteroizi. A fost descoperit pe 21 noiembrie 1995 la Nanyo de Tomimaru Okuni. Asteroidul prezintă o orbită caracterizată de o semiaxă mare de 2,46 ua, o excentricitate de 0,10 și o înclinație de 8,4° în raport cu ecliptica.